# Sørøysunds kommun
Sørøysunds kommun var en kommun i Finnmark fylke i norra Norge. Kommunen omfattade den västra delen av nuvarande Hammerfests kommun (östra delen av ön Sørøya, norra delen av ön Seiland samt norra delen av ön Kvaløya). Staden Hammerfest utgjorde kommunens centralort men ingick inte i kommunen.

## Administrativ historik
Hammerfests landdistrikt upprättades 1852 genom utbrytning ur staden Hammerfest. Kommunen hade 1 256 invånare vid upprättandet.
Den 1 juli 1869 bröts Kvalsunds kommun ut ur Hammerfests landdistrikt. Den återstående delen hade då 932 invånare.
Den 1 januari 1875 överfördes ett mindre bebott område (med 20 invånare) från Hammerfests landdistrikt till staden Hammerfest.
Den 1 januari 1916 bytte kommunen namn från Hammerfest landdistrikt till Sørøysund.
Den 1 januari 1963 överfördes ett annat mindre bebott område (med 33 invånare) från Sørøysunds kommun till staden Hammerfest.
Den 1 januari 1992 gick kommunen upp i Hammerfests kommun. Kommunens hade då 2 341 invånare.

## Kommunvapen
Blasonering: I blått tre sølv båter, 2–1.
(I blått fält tre båtar av silver 2 + 1.)
Kommunvapnet godkändes genom kunglig resolution den 8 juni 1979. Motivet med båtar syftar på att folket i området alltid har haft fiske som sin huvudsakliga näring. Tre båtar valdes eftersom kommunen låg på de tre öarna Sørøya, Kvaløya och Seiland.